# 곤디
곤디는 때때로 군디라고도 불리며, 페르시아 유대인 요리로, 다진 양고기, 송아지고기 또는 닭고기로 만든 고기 완자 요리이다. 전통적으로 안식일에 제공된다. 건라임이 때때로 재료로 사용된다. 곤디는 안식일 및 기타 유대교의 절기에 제공되는 닭고기국의 일부로, 아슈케나지 유대인의 마차 볼과 유사하게 제공된다.
또한 때때로 사이드 디시나 전채로 제공되기도 한다. 중동 빵과 민트, 물냉이, 바질과 같은 생 채소가 곁들여진다.

## 기원
곤디의 기원은 확실히 알려져 있지 않다. 이란의 여러 도시에 거주하는 유대인 공동체에서 유래했다고 하지만, 일반적으로 테헤란의 유대인 공동체에서 처음 만들어졌다고 알려져 있다. 고기 가격 때문에 안식일의 특별한 요리였다. 이란 유대인에게 공로가 인정되는 몇 안 되는 요리 중 하나이다. 곤디는 산악 유대인 사이에서도 인기 있는 요리이다.

## 유대교의 절기
일반적으로 마차 볼보다 크며, "남성 성기의 특정 부분에 대한 음란한 완곡어법"에서 이름을 따온 곤디는 이스라엘 페르시아 유대인의 부림절 식사에 제공된다. 또한 유월절에 마차 볼의 대안으로도 사용된다.

## 재료
곤디 레시피는 일반적으로 다진 고기, 병아리콩가루(구운 병아리콩을 사용하여 만들 수 있음), 잘게 썬 양파, 간 카다멈, 소금을 포함한다.

## 같이 보기
- 마차 볼 - 유사한 아슈케나지 유대인 요리
- 유대 요리 요리 목록
- 고기 완자 요리 목록